# Viella (Hautes-Pyrénées)
Viella település Franciaországban, Hautes-Pyrénées megyében. Lakosainak száma 83 fő (2022. január 1.). Viella Viey, Betpouey, Esterre és Luz-Saint-Sauveur községekkel határos.

## Népesség
A település népessége az elmúlt években az alábbi módon változott:
| Lakosok száma | 78   | 87   | 91   | 88   | 86   | 85   | 84   | 84   | 83   |
|               | 2013 | 2015 | 2016 | 2017 | 2018 | 2019 | 2020 | 2021 | 2022 |